# Lancer du javelot masculin aux championnats du monde d'athlétisme 2007
Navigation
Helsinki 2005 Berlin 2009
L'épreuve du lancer du javelot masculin des championnats du monde d'athlétisme 2007 s'est déroulée les 31 août et 2 septembre 2007 dans le stade Nagai d'Osaka au Japon. Elle est remportée par le Finlandais Tero Pitkämäki.
35 athlètes étaient inscrits. Ils ont participé à des qualifications le 31 août.

## Records
| Record du monde            | 98,48 m | Jan Železný        | Tchéquie         | 25 mai 1996       | Iéna         |
| Record des championnats    | 92,80 m | Jan Železný        | Tchéquie         | 12 août 2001      | Edmonton     |
| Meilleure performance 2007 | 91,29 m | Breaux Greer       | États-Unis       | 21 juin 2007      | Indianapolis |
| Record d'Afrique           | 88,75 m | Marius Corbett     | Afrique du Sud   | 21 septembre 1998 | Kuala Lumpur |
| Record d'Asie              | 87,60 m | Kazuhiro Mizoguchi | Japon            | 27 mai 1989       | San José     |
| Record d'Amérique du Nord  | 91,29 m | Breaux Greer       | États-Unis       | 21 juin 2007      | Indianapolis |
| Record d'Amérique du Sud   | 84,70 m | Edgar Baumann      | Paraguay         | 17 octobre 1999   | San Marcos   |
| Record d'Europe            | 98,48 m | Jan Železný        | Tchéquie         | 25 mai 1996       | Iéna         |
| Record d'Océanie           | 88,20 m | Gavin Lovegrove    | Nouvelle-Zélande | 5 juillet 1996    | Oslo         |

## Médaillés
| Or             | Argent              | Bronze       |
| Tero Pitkämäki | Andreas Thorkildsen | Breaux Greer |

## Résultats

### Finale (2 septembre)
| Rang               | Athlète                | Pays           | Essais | Essais | Essais | Essais | Essais | Essais | Marque  | Notes |
| Rang               | Athlète                | Pays           | 1      | 2      | 3      | 4      | 5      | 6      | Marque  | Notes |
| ------------------ | ---------------------- | -------------- | ------ | ------ | ------ | ------ | ------ | ------ | ------- | ----- |
| Médaille d'or      | Tero Pitkämäki         | Finlande       | 81.62  | 89.16  | 83.64  | 87.72  | X      | 90.33  | 90.33 m |       |
| Médaille d'argent  | Andreas Thorkildsen    | Norvège        | 82.78  | 88.61  | X      | 82.80  | X      | 87.33  | 88.61 m |       |
| Médaille de bronze | Breaux Greer           | États-Unis     | X      | 80.67  | 84.31  | X      | 86.21  | 83.81  | 86.21 m |       |
| 4                  | Vadims Vasilevskis     | Lettonie       | X      | 85.19  | X      | 77.42  | X      | X      | 85.19 m |       |
| 5                  | Aleksandr Ivanov       | Russie         | 85.18  | 84.71  | 81.42  | 84.91  | 81.55  | X      | 85.18 m |       |
| 6                  | John Robert Oosthuizen | Afrique du Sud | 84.52  | 79.77  | X      | 79.18  | X      | X      | 84.52 m | PB    |
| 7                  | Igor Janik             | Pologne        | 79.82  | X      | 83.38  | X      | —      | X      | 83.38 m | PB    |
| 8                  | Tero Järvenpää         | Finlande       | 80.30  | 79.40  | 82.10  | X      | 77.30  | 75.40  | 82.10 m |       |
| 9                  | Guillermo Martínez     | Cuba           | 82.03  | 81.19  | X      |        |        |        | 82.03 m |       |
| 10                 | Magnus Arvidsson       | Suède          | 79.80  | X      | 81.98  |        |        |        | 81.98 m |       |
| 11                 | Ēriks Rags             | Lettonie       | X      | 77.22  | 80.01  |        |        |        | 80.01 m |       |
| 12                 | Teemu Wirkkala         | Finlande       | 78.01  | X      | 76.48  |        |        |        | 78.01 m |       |

### Qualifications (31 août)
Deux groupes de 20 lanceurs ont été formés. La limite de qualifications était fixée à 82,00 m ou au minimum les 12 meilleurs lancers.
| Rang | Pays             | Athlète             | Distance       |
| ---- | ---------------- | ------------------- | -------------- |
| 1    | États-Unis       | Breaux Greer        | 86,78 m Q      |
| 2    | Finlande         | Tero Järvenpää      | 84,35 m Q (SB) |
| 3    | Suède            | Magnus Arvidsson    | 84,17 m Q      |
| 4    | Norvège          | Andreas Thorkildsen | 82,33 m Q      |
| 5    | Finlande         | Teemu Wirkkala      | 79,82 m q      |
| 6    | Lettonie         | Eriks Rags          | 79,79 m q      |
| 7    | Afrique du Sud   | Gerhardus Pienaar   | 79,30 m        |
| 8    | Russie           | Igor Sukhomlinov    | 79,05 m        |
| 9    | Australie        | Joshua Robinson     | 78,48 m        |
| 10   | Russie           | Sergey Makarov      | 78.22 m        |
| 11   | Nouvelle-Zélande | Stuart Farquhar     | 78,08 m (SB)   |
| 12   | Argentine        | Pablo Pietrobelli   | 74,81 m        |
| 13   | Allemagne        | Stephan Steding     | 74,61 m        |
| 14   | Tchéquie         | Miroslav Guzdek     | 74,13 m        |
| 15   | Suisse           | Stefan Müller       | 71,48 m        |
| 16   | Estonie          | Marko Jänes         | 69,65 m        |
| 17   | Hongrie          | Csongor Olteán      | 64,44 m        |

| Rang | Pays           | Athlète                | Distance     |
| ---- | -------------- | ---------------------- | ------------ |
| 1    | Lettonie       | Vadims Vasilevskis     | 87,37 m Q    |
| 2    | Cuba           | Guillermo Martínez     | 82,99 m Q    |
| 3    | Russie         | Alexandr Ivanov        | 82,42 m Q    |
| 4    | Afrique du Sud | John Robert Oosthuizen | 82,06 m Q    |
| 5    | Pologne        | Igor Janik             | 80,83 m q    |
| 6    | Finlande       | Tero Pitkämäki         | 80,62 m q    |
| 7    | Allemagne      | Peter Esenwein         | 79,62 m      |
| 8    | Lettonie       | Ainars Kovals          | 79,42 m      |
| 9    | Chine          | Qin Qiang              | 77,71 m      |
| 10   | Japon          | Yukifumi Murakami      | 77,63 m      |
| 11   | Australie      | Jarrod Bannister       | 77,57 m      |
| 12   | Canada         | Scott Russell          | 77,54 m      |
| 13   | Estonie        | Andrus Värnik          | 75,96 m (SB) |
| 14   | Brésil         | Alexon Maximiano       | 75,15 m      |
| 15   | Paraguay       | Víctor Fatecha         | 73,55 m      |
| 16   | États-Unis     | Eric Brown             | 73,07 m      |
| 17   | Suisse         | Felix Loretz           | 71,27 m      |
| 18   | Suède          | Gabriel Wallin         | 70,61 m      |